# Andreas Knös
Andreas (Olofsson) Knös, född 1721 i Mariestad, död 1799 i Skara, var en svensk teolog, son till Olof Börgesson Knös och Eva Beata Bellander, gift 1754 med Brita Hedvig Wijnblad, far till Olof, Carl Johan och Gustaf Knös.

## Biografi
Andreas Knös läste redan som tioåring Nya Testamentet på grundspråket och gjorde samtidigt anteckningar på latin, som finns kvar i de Knöska-samlingarna i Skara. Han började i Mariestads skola 1729. 1737 kom han till Uppsala, där han med sin ungdoms hela livlighet ägnade sig åt studiet av den nya Wolffska filosofin, och som en beredelse till graden utgav en avhandling, byggd på samma filosofiska system och omhandlande "grunderna och sambandet mellan den naturliga och uppenbarade religionen". 
Avhandlingen uppväckte en sådan storm inom teologiska fakulteten, att den inte kunde stillas med mindre än ett kanslersbrev. Emellertid hade Knös genom sina gedigna kunskaper, förvärvat sig ryktet av grundlärd filosof, när han 1743 promoverades till filosofie magister.
Även i Tyskland hade han då blivit känd för lärdom och skarpsinne. Hans önskan att få stanna som lärare vid universitetet gick om intet; och då hans livsåskådning vid samma tid genom en inre brytning förändrades från en teoretisk-filosofisk till en mera praktisk-kristlig, sålde han hela sitt rikhaltiga filosofiska bibliotek.
Därpå lämnade Knös universitetet och blev, efter skedd prästvigning 1747, sin faders adjunkt i Norra Vånga socken. Han blev 1749 domkyrkoadjunkt och 1751 gymnasieadjunkt i Skara. 1752 anställdes han såsom rektor i Mariestad – en befattning som hans far på sin tid innehaft – och kyrkoherde i Leksberg. Från den tjänsten befordrades han 1756 till filosofie lektor i Skara, en befattning  som han följande år utbytte mot andra teologie lektoratet, då han även blev kyrkoherde i Vinköls prebendepastorat. 
Utnämnd 1767 till förste teologie lektor, kyrkoherde i Götene prebendepastorat och kontraktsprost i Kinne kontrakt, fick han vid jubelfesten i Lund 1768 teologie doktorsvärdigheten och befordrades 1771 till domprost i Skara. Av stiftets prästerskap 1769 och 1778 insatt såsom ledamot av prästeståndet, var han sistnämnda år i denna egenskap en av faddrarna vid kronprinsen Gustav Adolfs dop. 1767 och 1788 var han uppförd i andra rummet på biskopsförslag. 
Tre gånger sökte han teologiska lärarplatser på Uppsala universitet och blev 1770 enhälligt uppförd på förslag till teologie professor, men förbigicks vid utnämningen. 1793 blev han ledamot av Ecklesiastikkommittén. Hans vidsträckta lärdom och livliga önskan att kunna gynna i vidare kretsar än dem, hans innehavda ämbete anvisade till arbetsfält, förde honom tidigt in på författarebanan, på vilken han blev en av Sveriges produktivaste och mest värderade teologiska skriftställare. 
Han drevs av den övertygelse, som präglade hans liv, nämligen att den sanna kristendomen är trons hängivenhet, vilken verkar hjärtats förändring och levernets förbättring. Till följd av detta hade han en friare inställning till dogmatiken. På grund av detta invecklades han i teologiska strider och beskylldes för heterodoxi. Knös fick med åldern allt mer sympatier för swedenborgianismen, men han åtnjöt alltid allmän aktning för sin fromhet.